# Edward Keith-Roach
Edward Keith-Roach (Gloucester, 1885 - 1954) fue un administrador colonial británico. Estuvo destinado en Darfur y fue administrador colonial durante el mandato británico en Palestina, gobernador de Jerusalén y gobernador de Galilea. 

## Biografía

### Primeros años
Edward Keith-Roach nació en 1885 en el seno de una familia numerosa, fue hijo de un párroco y pasó su infancia  en las zonas rurales de Gloucester y Hampshire. Comenzó trabajando en la banca, con empleos en el London and County Bank, en las oficinas de Surrey y Sussex y en el Mercantile Bank of India, en Bombay. En 1905 regresó a Inglaterra y trabajó como contable en una empresa de Manchester. Al estallar la Primera Guerra Mundial entró como voluntario en el ejército británico, sirvió en Egipto y luchó en la batalla de Galípoli.

### Darfur
En 1916, Keith-Roach era comandante del ejército británico y fue nombrado jefe de policía del distrito de la zona oriental del Darfur, en Sudán. Para incorporarse a su puesto, viajó en tren desde Port Said hasta Jartum y luego de nuevo en tren, hasta El Obeid, a quinientos sesenta y tres kilómetros al sudoeste. Después recorrió otros cuatrocientos noventa kilómetros en camello hasta llegar a su cuartel general en Um Kedada, en aquellos momentos un pequeño asentamiento con algunos soldados y un pozo.
Keith-Roach, como oficial encargado de la zona oriental del Darfur, tuvo que ejercer de administrador, magistrado, recaudador de impuestos, tasador de cultivos, comandante de policía, médico, cirujano veterinario y topógrafo. Reclutó y entrenó a la policía y nombró los jeques que estaban a cargo del control de los pueblos y los jefes tribales que controlaban grupos de poblados. 
En el distrito existían pocos poblados, unos trescientos, cada uno con una población de entre treinta y doscientas personas. La mayor parte del terreno estaba cubierto de maleza y de unos matorrales llamados haskaneet cuyas molestas semillas llenas de espigas se clavaban en todas partes.
Se carecía de mapas de la mayor parte del distrito, por lo que cuando realizaba sus viajes de inspección, un hombre iba delante del grupo empujando el ciclómetro para controlar la distancia recorrida, mientras que Keith-Roach se orientaba con la brújula. Por la noche trazaba en el mapa la distancia recorrida. La dificultad de desplazarse por territorios poco conocidos y de malos caminos se refleja en sus comentarios:

Normalmente solía salir de expedición quince días al mes, pero un viaje largo me llevaba unos dos meses. Durante la época de las cosechas solía recorrer enormes distancias con mis camellos para hacer visitas sorpresa a los tasadores que evaluaban los cultivos con fines recaudatorios.
Edward Keith-Roach

Keith-Roach permaneció hasta 1919 en este destino sudanés.

### Palestina

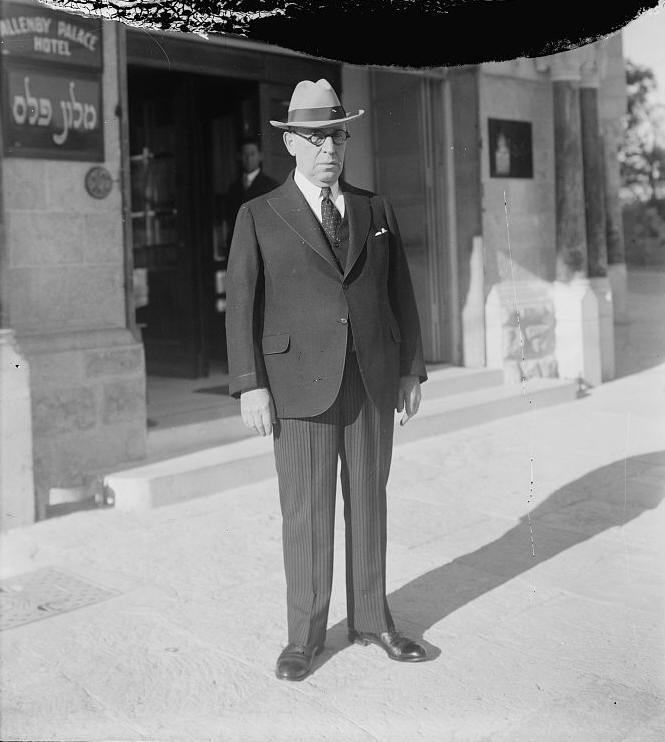
Keith-Roach en 1940

Cuando el general Edmund Allenby entró en Jerusalén en noviembre de 1917, los británicos tomaron el control militar de Palestina. En 1919, Keith-Roach se unió a la administración de Palestina y se convirtió en subgobernador de Jerusalén. En 1922, fue nombrado Comisionado del Distrito del Norte de Palestina y en 1926 pasó a ser Comisionado del Distrito de Jerusalén.
Durante el Mandato Británico de Palestina, Keith-Roach se vio implicado en las tensiones entre árabes palestinos y militantes sionistas. Así, por los disturbios del Muro de las Lamentaciones ocurridos en 1929, Keith-Roach sufrió una campaña internacional para su destitución, aunque fue exonerado por la Sociedad de Naciones. En sus memorias, relató que durante la gran revuelta de los árabes palestinos contra el dominio británico, ocurrida de 1936 a 1939, había sido el objetivo de tres intentos de asesinato. 
En 1943, Keith-Roach se retiró y regresó a Gran Bretaña tras sufrir un asma cada vez más grave. La agencia Reuters lo apodó «el pachá de Jerusalén» por la imparcialidad que mostró durante su destino en Palestina. 

## Obras
Editó y escribió una guía sobre Palestina, The Handbook of Palestine, que trataba diversos temas, desde historia, religión, flora y fauna, estructuras políticas y legales, atención médica, pesos y medidas, hasta el costo de los sellos postales y los horarios de trenes. Fue revisada y actualizada en numerosas ocasiones, apareciendo como The Handbook of Palestine and Trans-Jordan. Posteriormente, Keith-Roach publicó sus memorias, tituladas Pasha of Jerusalem: Memoirs of a District Commissioner Under the British mandate.
En enero de 1924 publicó en la revista National Geographic un artículo con el relato de sus aventuras durante su mandato en el Darfur sudanés.